# Kellerspitzen
Die Kellerspitzen (ital. Creta delle Chianevate) bilden den zweithöchsten Berg (2774 m ü. A.) in den Karnischen Alpen, einem Gebirgszug in den Südlichen Kalkalpen. Der Doppelgipfel der Kellerspitzen liegt in der Mitte des ost-westlich ausgerichteten Kellerwandgrats, der hier den Karnischen Hauptkamm bildet. Auf diesem Grat verläuft die Staatsgrenze zwischen Italien (Region Friaul-Julisch Venetien) und Österreich (Kärnten). Der Westgipfel, auch Grohmannspitze genannt, ist 2718 m hoch, der Ost- oder Hauptgipfel dagegen 2774 m. Der Berg bietet nach allen Seiten einen umfassenden Rundblick, was ihn, auch auf Grund seiner zahlreichen Kletterrouten, zu einem beliebten Ziel für Bergsteiger macht.

## Geschichte
Seit den 1860er Jahren gab es zwischen österreichischen, deutschen, sowie italienischen Alpinisten unterschiedliche Ansichten darüber, ob nun die Kellerspitzen oder die Hohe Warte (Monte Coglians) der höchste Berg der Karnischen Alpen seien. Paul Grohmann, die Geologen und Paläontologen Fritz Frech aus Breslau und Georg Geyer aus Wien hielten die Kellerspitzen, auf der österreichischen Karte mit einer Höhe von 2813 Metern angegeben, für den höheren Gipfel, die Italiener Giovanni Marinelli und Arturo Ferrucci aus dem Club Alpino Italiano hingegen favorisierten die Hohe Warte, die in der Karte Tavolette 1:50.000, Prato Carnico mit 2782 Metern Höhe eingezeichnet ist. Nach heutiger Erkenntnis ist die Hohe Warte mit 2780 Metern der höchste Berg des Gebiets und übertrifft die Kellerspitzen um 6 Meter.
Laut deutschsprachiger Literatur wurde der Kellerspitzen-Westgipfel am 15. Juli 1868 von Paul Grohmann bestiegen, geführt von Josef Moser aus Kötschach und Peter Salcher aus Luggau im Lesachtal. Man brach am 14. Juli vom Plöckenpass auf, stieg zur Oberen Collinalpe auf und biwakierte in einer Höhe von etwa 2000 Metern Höhe nördlich unterhalb der Grünen Schneide. Die Route führte weiter durch das Eiskar zum Gipfelgrat. Die Gruppe erreichte aber nur den niedrigeren Westgipfel, ein aufkommendes Gewitter verhinderte den Übergang zum Ostgipfel. Am 31. Juli 1877 scheiterten L. Pitacco, Pietro Galante und A. Menchini bereits am Kollinkofel. Erst am 13. Juli 1878 gelang Giovanni Hocke von der Società Alpina Friulana (heute Sektion Udine des CAI), zusammen mit Adam Riebler, einem Schlossermeister und Bergführer aus Mauthen, die Bezwingung des Ostgipfels, den sie über den Kollinkofel erreichten, der Abstieg erfolgte auf dem gleichen Weg. Die Überschreitung vom Ost- zum Westgipfel schafften am 29. August die adligen Brüder Guido und Cesare Mantica mit ihrem Führer Nicolò Silverio aus Timau. Auch sie bestiegen zunächst den Kollinkofel. Auf dem Westgipfel fanden sie unter einem Steinmann Grohmanns zurückgelassene Visitenkarte, zum Abstieg wählten sie Grohmanns Route, hinunter zum Eiskar. Danach wurden die Berge des Kellerwandgrats immer wieder besucht.
Im Gebirgskrieg 1915–1918 verlief hier die erstarrte Front zwischen Österreich und Italien. Das Gebiet weist heute noch zahlreiche Reste von Stellungen und Unterständen auf, der alte Versorgungsweg zwischen den Gipfeln der Kellerspitzen macht eine Überschreitung für heutige Besucher leicht.

## Umgebung
Die Kellerspitzen haben nur wenige direkte bedeutende Nachbarberge. Westlich, im Verlauf des Kellerwandgrats, liegt, getrennt durch die Kellerscharte, auf 2524 m, zunächst die 2713 Meter hohe Kellerwarte (Cima di Mezzo), dann folgt die Hohe Warte, mit 2780 Metern der höchste Berg des Karnischen Alpen, und im Osten liegt der Kollinkofel (Creta di Collina). Nach Norden, zum Valentintal hin, fallen die Spitzen in einer 800 Meter hohen Wand fast senkrecht ab. Zum südlich gelegenen Keller (La Chiavenate), einem kesselförmigen Schuttkar, fällt die Südwand etwa 500 Meter ab. Nächste bedeutende Siedlungen sind auf italienischer Seite Timau im Val Grande, das etwa 9 Kilometer Luftlinie in östlicher Richtung liegt und Kötschach-Mauthen 10 Kilometer im Nordosten. Die Plöckenpass-Straße verläuft etwa 3,5 Kilometer im Osten.

## Stützpunkte und Routen
Der Normalweg, der leichteste Anstieg, auf die Kellerspitzen führt als Überschreitung über den Kollinkofel. Vom Gipfel des Kofels verläuft ein gut erhaltener Kriegssteig, der hinüber zum Ostgipfel im Schwierigkeitsgrad UIAA I und ein kurzes Stück UIAA II, führt. Der weitere Weg zum Westgipfel ist zwar auch leicht, aber ausgesetzt. Darüber hinaus gibt es durch die Süd- und Nordwand zahlreiche ernste Kletterrouten, die im Pilastro delle Plote den UIAA-Grad VII bei 450 Höhenmetern erreichen. Leichter sind die Routen durch die Nordwand, sie weisen in der sogenannten „Krone“ laut Literatur den UIAA-Grad III und IV auf, bei 450 Höhenmetern.
Nördlich der Kellerspitzen, am Eiskar auf 2100 Metern Höhe, liegt das Biwak Eiskarhüttl, eine Kaverne aus dem Gebirgskrieg. Als Stützpunkt von Süden aus kann das Rifugio Giovanni e Olinto Marinelli auf 2120 Metern Höhe, östlich oberhalb von Collina dienen.